# Seria Humphreysa
Seria Humphreysa – seria linii widmowych emitowanych przez atomy wodoru. Linie te powstają w wyniku emisji fotonów przez elektron w atomie wodoru przechodzący z wyższego orbitalu na orbital 6 (seria P).
Serię opisał jako pierwszy Amerykanin Curtis J. Humphreys.
Długości fal tej serii to od 3282 nm do 12368 nm. Znajdują się one wszystkie w podczerwieni.
Inne serie widmowe w atomie wodoru to, według orbitalu docelowego:
1. seria Lymana
2. seria Balmera
3. seria Paschena
4. seria Bracketta
5. seria Pfunda
6. seria Humphreysa